# Archidiecezja São Paulo
Archidiecezja São Paulo (łac. Archidioecesis Sancti Pauli in Brasilia) – archidiecezja rzymskokatolicka w Brazylii z siedzibą w mieście São Paulo, stolicy stanu São Paulo.

## Historia
Diecezja São Paulo została erygowana 6 grudnia 1745 brewe Candor lucis aeternae papieża Benedykta XIV jako sufragania archidiecezji Rio de Janeiro. Diecezja powstała poprzez wyłączenie z terytorium archidiecezji.
7 czerwca 1908 bullą Dioecesium nimiam amplitudinem papieża Piusa X została podniesiona do rangi archidiecezji.

## Biskupi i arcybiskupi

### Ordynariusze
- bp Bernardo Rodrigues Nogueira (1745–1748)
- bp Antônio da Madre de Deus Galvão, OFM (1750–1764)
- bp Manoel da Ressurreição, OFM (1771–1789)
- bp Miguel da Madre de Deus da Cruz, OFM (1791–1795)
- bp Mateus de Abreu Pereira (1795–1824)
- bp Manoel Joaquim Gonçalves de Andrade (1827–1847)
- bp Antônio Joaquim de Mello (1851–1861)
- bp Sebastião Pinto do Rêgo (1861–1868)
- bp Lino Deodato Rodrigues de Carvalho (1871–1894)
- bp Joaquim Arcoverde de Albuquerque Cavalcanti (1894–1897), następnie kardynał arcybiskup São Sebastião do Rio de Janeiro
- bp Antônio Cândido Alvarenga (1898–1903)
- bp José de Camargo Barros (1903–1906)
- bp Duarte Leopoldo e Silva (1906–1938), od 1908 arcybiskup
- abp José Gaspar d’Afonseca e Silva (1939–1943)
- abp Carlos Carmelo de Vasconcellos Motta (1944–1964), następnie kardynał, arcybiskup Aparecidy
- abp Agnelo Rossi (1964–1970), następnie kardynał, prefekt Kongregacji ds. Ewangelizacji Narodów
- abp Paulo Evaristo Arns, OFM (1970–1998), od 1973 kardynał
- abp Cláudio Hummes, OFM (1998–2006), następnie kardynał, prefekt Kongregacji ds. Duchowieństwa
- abp Odilo Scherer (od 2007), następnie kardynał